# Снитовка
Снитовка (укр. Снітівка) — село в Летичевском районе Хмельницкой области Украины.
Население по переписи 2001 года составляло 423 человека. Почтовый индекс — 31543. Телефонный код — 3857. Занимает площадь 2,804 км². Код КОАТУУ — 6820984706.

## Местный совет
31543, Хмельницкая обл., Летичевский р-н, с. Снитовка, ул. Колхозная, 17